# Wedderstedt
Wedderstedt là một đô thị thuộc huyện Harz, Sachsen-Anhalt, Đức. Đô thị Wedderstedt có diện tích 7,69 km², dân số thời điểm ngày 31 tháng 12 năm 2006 là 490 người.